# Rorippa micrantha
Rorippa micrantha là một loài thực vật có hoa trong họ Cải. Loài này được (Roth) Jonsell miêu tả khoa học đầu tiên năm 1974.